# Love in Stereo
"Love in Stereo", är en poplåt skriven av Tony Nilsson och Mirja Breitholtz. Melodin tävlade i Melodifestivalen 2008, framförd av Ola Svensson, först i den andra deltävlingen i ABB Arena i Västerås där den gick vidare till Andra chansen i Kiruna. Där mötte den låten Smiling in Love av Caracola. "Love in Stereo" vann mot dem men åkte senare ut i sista steget mot That is Where I'll Go av Sibel. Singeln släpptes den 12 mars 2008, och sålde guld i Sverige, där det rådande kravet för tillfället var 10 000 sålda exemplar..
Låten, som av många anses föra tankarna till popen under 1980-talet, inleds med att säckpipa spelas.
Under Melodifestivalen 2012 var låten med i "Tredje chansen".

## Singeln
Singeln "Love in Stereo" släpptes den 12 mars 2008. Den nådde som högst andra plats på den svenska singellistan. Den 13 april 2008 gjordes ett misslyckat försök att få in låten på Svensktoppen . Låten blev nummer 78 på Trackslistans årslista för 2008.

### Låtlista
1. Love in Stereo (radioversion)
2. Love in Stereo (instrumental version)

### Listplaceringar
| Lista (2008) | Topplacering |
| ------------ | ------------ |
| Sverige      | 2            |